# Jabłoń-Zarzeckie
Jabłoń-Zarzeckie – wieś w Polsce położona w województwie podlaskim, w powiecie wysokomazowieckim, w gminie Nowe Piekuty.
Zaścianek szlachecki Zarzeckie, należący do okolicy zaściankowej Jabłonia, położony był w drugiej połowie XVII wieku w powiecie brańskim ziemi bielskiej województwa podlaskiego. W latach 1975–1998 miejscowość administracyjnie należała do województwa łomżyńskiego.
Wierni kościoła rzymskokatolickiego należą do parafii św. Apostołów Piotra i Pawła w Jabłoni Kościelnej.

## Historia wsi
Założona w XV lub XVI wieku, wraz z innymi wsiami, tworzyła okolicę szlachecką Jabłoń, wzmiankowaną na XV wiek. Wsie rozróżniane były drugim członem nazwy. Nazwa Zarzeckie pochodzi od lokalizacji miejscowości względem przepływającej w pobliżu rzeki. Zamieszkiwana była głównie przez Jabłońskich herbu Jasieńczyk.
Została wymieniona w roku 1580 jako Zarzeczkie Biernathki. Wtedy jej dziedzicami byli Stanisław i Mikołaj Zarzeccy. W ich imieniu podatek płacił woźny ziemski bielski Sebastian Jabłoński i Zarzeccy zwani Biernatami. W roku 1676 została umieszczona w spisie miejscowości ziemi bielskiej. W roku 1827 wieś liczyła 10 domów i 58 mieszkańców. Pod koniec XIX w. należała do powiatu mazowieckiego, gminy Piekuty oraz parafii Jabłoń. Liczyła 15 domów i 253 morgi gruntów rolnych.
W 1795 roku miejscowość nosiła nazwę Zarzecki Jabłoń. Na przełomie wieków we wsi znajdowało się 15 drobnoszlacheckich gospodarstw, przeciętnie o powierzchni 9 ha. Łącznie uprawiano 135 ha, w tym 115 ha gruntów ornych. 
Spis powszechny z roku 1921 informuje o 6 domach, 14 innych budynkach mieszkalnych oraz o 101 mieszkańcach (w tym 1 prawosławnym). Na mapie z okresu międzywojennego po drugiej stronie rzeki wykazano cegielnię oraz kapliczkę.
W roku 2006 miejscowość liczyła 24 domy i 77 mieszkańców.